# Rob Van Dam
Robert Alexander Szatkowski (* 18. prosince 1970) je americký profesionální wrestler, známý pod ringovým jménem Rob Van Dam (často zkracovaným na RVD). Pracuje v All Elite Wrestling (AEW). Dále se proslavil v Extreme Championship Wrestling (ECW), World Wrestling Entertainment (WWE) a Total Nonstop Action Wrestling (TNA).
Populární se stal v ECW v druhé polovině 90. let. Během tohoto působení ho trénoval Bill Alfonso. Nejznámější spory vedl s Jerrym Lynnem a Sabuem, s nimiž také vytvořil tag team. Dvakrát vyhráli titul ECW World Tag Team Championship. Dne 4. dubna 1998 porazil Bam Bam Bigelowa a získal titul ECW Television Championship, který držel 700 dní.
Po ukončení činnosti v ECW podepsal smlouvu s World Wrestling Federation (WWF, nyní WWE). Následující roky zápasil jako zápasník jednotlivců a týmů. Získal tituly WWE Hardcore Championship, WWE Intercontinental Championship, WWE European Championship, WWE Tag Team Championship a World Tag Team Championship. Na WrestleManii 22 se stal vítězem zápasu Money in the Bank. Po tomto vítězství vyzval šampiona WWE Johna Cenu o titulový zápas. Dokázal ho porazit a získal tak svůj první titul mistra světa.
Po odchodu z WWE v roce 2007 působil Van Dam na nezávislém okruhu, dokud v roce 2010 nepodepsal smlouvu se společností Total Nonstop Action Wrestling (TNA). Několik měsíců po svém debutu porazil AJ Stylese a získal titul TNA World Heavyweight Championship. Vystupoval také za Lucha Libre AAA World Wide a na Triplemanii XIX. S TNA měl smlouvu až do roku 2013, kdy společnost opustil. Po odchodu z TNA se vrátil do WWE, kde působil jeden rok. Poté zůstával na nezávislém okruhu a někdy se objevoval i v TNA. V roce 2021 byl uveden do Síně slávy WWE a následující rok byl uveden do Hardcore síně slávy. Ve společnostech ECW, WWE a TNA získal celkem 21 mistrovských titulů, včetně tří titulů mistra světa, a je jedním ze dvou wrestlerů v historii (vedle Bobbyho Lashleyho), kteří byli držiteli titulů mistra světa WWE, ECW a TNA.
V roce 2023 debutoval ve společnosti AEW.

## Filmografie

### Filmy
- 1995 Superfights jako žoldák
- 1997 Bloodmoon jako "Dutch"
- 1999 City Guys jako sám sebe (1 epizoda, "El Trainmania IV")
- 2000 18 Wheels of Justice jako Robert Laramie (1 epizoda, "Outside Chance")
- 2000 Akta X (1 epizoda, "Fight Club")
- 2000 V.I.P. jako Major Talbot (1 epizoda, "Survi-Val")
- 2001 Spy TV jako Various (1 epizoda)
- 2001 Ultimate Revenge jako sám sebe (2 epizody)
- 2002 Black Mask 2: City of Masks jako "Claw"
- 2002 The Backyard jako sám sebe
- 2005 One of a Kind jako sám sebe
- 2008 Hulk Hogan's Celebrity Championship Wrestling jako sám sebe (1 epizoda, "Train with the Pros")
- 2009 Sketch of Life jako sám sebe
- 2009 Bloodstained Memoirs jako sám sebe
- 2010 Wrong Side of Town jako Bobby Kalinowsky
- 2010 Family Feud jako sám sebe (5 epizod)
- 2012 Olympic Trials with Kurt Angle jako sám sebe (Funny or Die short)
- 2015 3-Headed Shark Attack
- 2016 Nine Legends
- 2016 Sniper: Special Ops jako Vasquez
- 2016 Traveling the Stars: Action Bronson and Friends Watch Ancient Aliens jako sám sebe (1 epizoda, "Alien Devastation")
- 2019 Headstrong jako sám sebe
- 2019 2nd Chance for Christmas jako Bobby
- 2020 Tea Time jako Action Figure
- 2021 Assault on VA-33 jako Zero

### Dabing
- 2011 Saints Row: The Third jako Bobby
- 2013 Saints Row IV jako Bobby

## Osobní život
Má belgické a polské předky. Dne 6. září 1998 se oženil se Soniou Delbeckovou, manželé se rozešli v prosinci 2015. V červenci 2016 podala Delbecková žádost o rozvod. Rozvod byl dokončen v květnu 2018. V roce 2016 začal chodit s jinou profesionální zápasnicí, Katie Forbesovou. V roce 2021 se vzali.

### Trénink
Trénuje kickbox a bojové umění. Vyrůstal v Battle Creeku v Michiganu a bojová umění studoval ve dvou místních dódžó. Absolvoval výuku karate, taekwonda, aikida, kickboxu a kajukenbo. V roce 1990 se umístil na druhém místě v soutěži Kalamazoo Heavyweight Toughman Contest. Je otevřeným zastáncem vitamínů a sportovních doplňků stravy pro kulturistiku, přičítá to vlivu své matky.

## Úspěchy a ocenění
- All Action Wrestling
  - Perth Classic Tournament (2017)
- All Star Wrestling
  - ASW North American Heavyweight Championship (1x)
- American Wrestling Rampage
  - AWR Heavyweight Championship (1x)
  - AWR No Limits Championship (1x)
- Battle Championship Wrestling
  - BCW Heavyweight Championship (1x)
- Cauliflower Alley Club
  - Lou Thesz/Art Abrams Lifetime Achievement Award (2020)
- Extreme Championship Wrestling
  - ECW World Television Championship (1x)
  - ECW World Tag Team Championship (2x) – se Sabuem
- Hardcore Hall of Fame
  - Class of 2022
- International Wrestling Federation
  - IWF Television Championship (1x)
- National Wrestling Council
  - NWC Tag Team Championship (1x) – s Bobbym Bradleym
- No Limits Wrestling
  - NLW Heavyweight Championship (1x)
- Over the Top Wrestling
  - OTT No Limits Championship (1x)
- Pacific Coast Wrestling
  - PCW Heavyweight Championship (1x)
- Peach State Wrestling
  - PSW Cordele City Heavyweight Championship (2x)
- Pro Wrestling Illustrated
  - Comeback of the Year (2001, 2010)
  - Most Popular Wrestler of the Year (2001, 2002)
  - Ranked No. 1 of the top 500 singles wrestlers in the PWI 500 in 2002
  - Ranked No. 152 of the top 500 singles wrestlers in the PWI Years in 2003
- South Atlantic Pro Wrestling
  - SAPW Tag Team Championship (1x) – s Chaz Rocco
- Total Nonstop Action Wrestling
  - TNA World Heavyweight Championship (1x)
  - TNA X Division Championship (1x)
- World Stars of Wrestling
  - WSW World Heavyweight Championship (1x)
- World Wrestling Federation/Entertainment/WWE
  - WWE Championship (1x)
  - ECW World Heavyweight Championship (1x)
  - WWE European Championship (1x)
  - WWF/E Hardcore Championship (4x)
  - WWF/E Intercontinental Championship (6x)
  - WWE Tag Team Championship (1x) – s Reyem Mysteriem
  - World Tag Team Championship (2x) – s Kanem (1) a Booker T (1)
  - Money in the Bank (2006)
  - WWE Hall of Fame (Class of 2021)
  - Seventh Grand Slam Champion
  - 15th Triple Crown Champion